# Castelnau-de-Montmiral
Castelnau-de-Montmiral (okzitanisch Castèlnòu de Montmiralh) ist eine französische Gemeinde mit 1055 Einwohnern (Stand 1. Januar 2022) im Département Tarn in der Region Okzitanien. Sie gehört zum Arrondissement Albi und ist Mitglied im Gemeindeverband Gaillac Graulhet Agglomération. Die Bewohner werden Montmiralais und Montmiralaises genannt.
Der Ort zählt zu den „Schönsten Dörfern Frankreichs“.

## Lage
Die ehemalige Bastide Castelnau-de-Montmiral liegt in der Région naturelle Gaillacois im Tal der Vère etwa 72 Kilometer (Fahrtstrecke) in nordöstlicher Richtung von Toulouse bzw. etwa 30 Kilometer in westlicher Richtung von Albi entfernt. Die nächstgrößere Stadt ist der Weinort Gaillac etwa zwölf Kilometer südöstlich.
Das Gebiet der Gemeinde wird von der Vère, dem Tescou, dem Ruisseau de Rô, dem Ruisseau du Rô Oriental und verschiedenen anderen kleinen Flüssen entwässert.
Ein großer Teil des nördlichen Gebiets von Castelnau-de-Montmiral gehört zu den Naturschutzgebieten „Forêt de la Grésigne“ und „Forêt de Grésigne et environs“ im Rahmen des Natura 2000-Netzwerks.
Umgeben wird Castelnau-de-Montmiral von den elf Nachbargemeinden:
| Larroque | Penne Vaour                                 | Saint-Beauzile Sainte-Cécile-du-Cayrou Le Verdier |
| Puycelsi | Kompassrose, die auf Nachbargemeinden zeigt | Cahuzac-sur-Vère                                  |
|          | Lisle-sur-Tarn                              | Broze Gaillac                                     |

## Bevölkerungsentwicklung
| Jahr      | 1968 | 1975 | 1982 | 1990 | 1999 | 2007 | 2018 |
| Einwohner | 1215 | 1037 | 958  | 910  | 895  | 946  | 1027 |

## Wirtschaft
Die Gemeinde lebt heute in erster Linie vom Tourismus, dessen negative Auswüchse sich jedoch – wegen der etwas abseitigen Lage – in Grenzen halten. Landwirtschaft und Kleingewerbe spielen ebenfalls eine Rolle.

## Geschichte
Bereits in der Jungsteinzeit war die Gegend bewohnt – im Wald von Grésigne stehen noch mehrere Dolmen. Auch die Grundmauern zweier gallorömischer oppida hat man entdeckt.
Die Gründung der Bastide von Castelnau (= neue Burg) im Jahre 1222 geht zurück auf Raimund VII., Graf von Toulouse. Der mittellateinische Name lautete: Castellum Novum Montis Mirabilis. Im Hundertjährigen Krieg (1337–1453) und auch in der Zeit der Hugenottenkriege (1562–1598) blieb der Ort von Angriffen und Zerstörungen weitgehend verschont.

## Sehenswürdigkeiten
- Der zentrale Platz (Place des arcades) von Castelnau-de-Montmiral zählt zu den kleinsten, gleichzeitig jedoch schönsten im Süden Frankreichs. Die umstehenden Häuser – egal ob Fachwerk- oder Ziegelsteinbauten – sind meist zwei- oder dreigeschossig und ruhen auf Pfeilerarkaden oder Ständerwerk, die bei Regen wie bei Sonnenschein gleichermaßen Schutz bieten. Bereits im Mittelalter haben sich hier Händler und kleinere Handwerksbetriebe niedergelassen, die die Bewohner des Orts und seiner Umgebung mit allem Notwendigen versorgten. Das Arkadenhaus mit zwei großen Fenstern mit Fensterkreuz aus der ersten Hälfte des 17. Jahrhunderts ist seit 1927 als Monument historique[2] eingeschrieben.

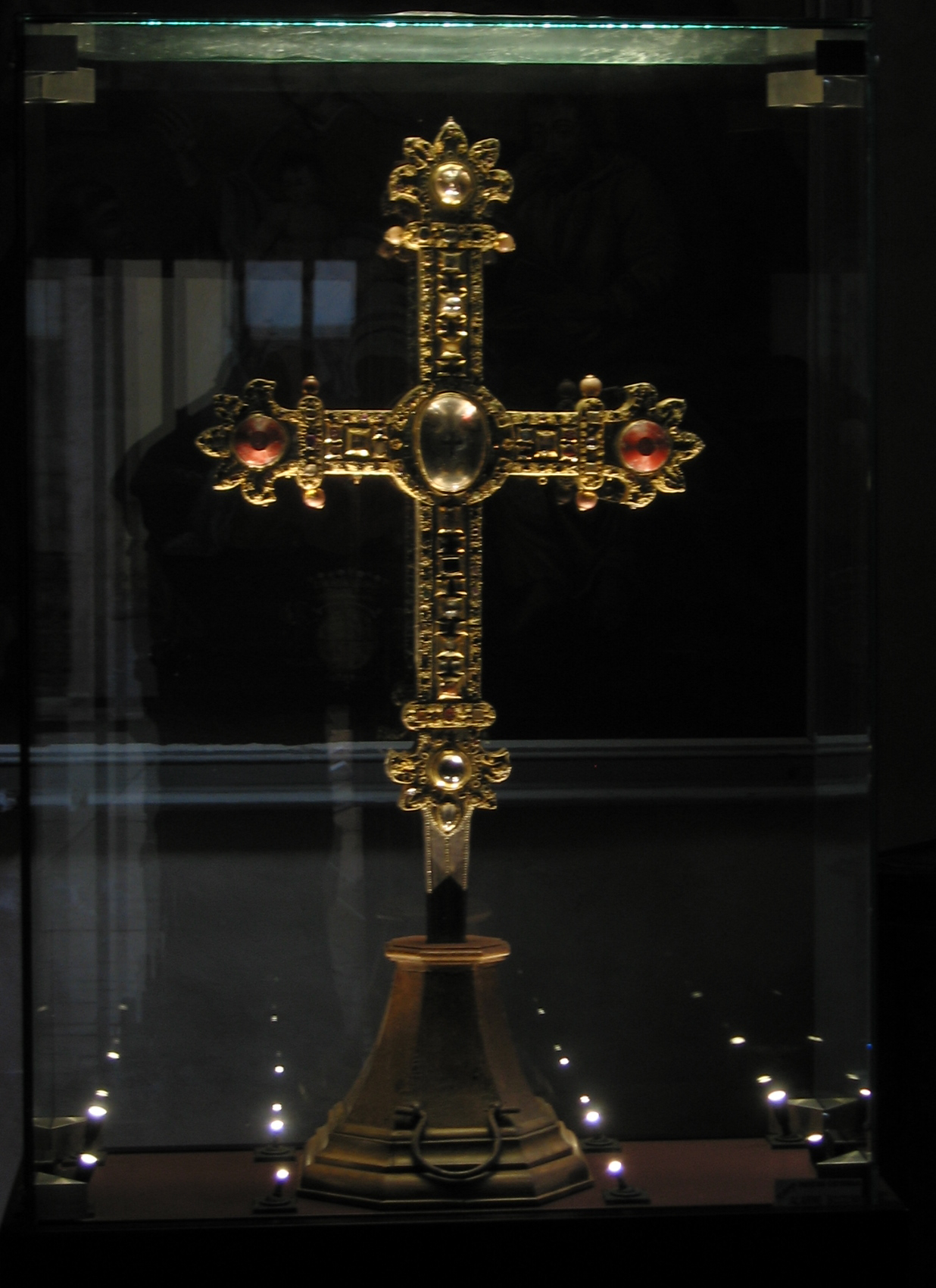
Reliquienkreuz

- Am Stützpfeiler (pilori) eines Hauses wurden Schlachttiere eine Nacht vor ihrem Tod angebunden, damit ihre Gesundheit von den Dorfbewohnern begutachtet werden konnte. Diebe und Ehebrecherinnen wurden hier ebenfalls an den Pranger gestellt.
- Der achteckige Brunnen in der Mitte des Platzes (Fontaine des Cannelles) trägt die Jahreszahl 1597 eingerahmt von Jakobsmuscheln.
- Die Église Notre-Dame de l’Assomption aus dem 15./16. Jahrhundert steht – wie bei vielen Bastiden üblich – nicht am zentralen Platz, sondern etwa 100 Meter entfernt in einer Seitengasse; es ist eine einschiffige gotische Kirche mit Seitenkapellen. Ihr Gewölbe ist im 19. Jahrhundert in der Art eines hellblauen Himmelsgewölbes bemalt und mit Szenen aus dem Marienleben geschmückt worden. Zur Ausstattung gehören der bemerkenswerte Altar (17. Jahrhundert) aus dem in der Revolutionszeit zerstörten Zisterzienserkloster Candeil, eine Figur Christi als Schmerzensmann und eine Pietà. In der Schatzkammer der Kirche wird ein Reliquienkreuz (Croix des Comtes d’Armagnac) aus dem frühen 14. Jahrhundert aufbewahrt, das als ein Glanzstück der französischen Goldschmiedekunst gilt. Der Kirchturm hat seinen Spitzhelm im 19. Jahrhundert verloren.
- Das Stadttor (Porte de Garrics) ist ein schönes Beispiel der Wehrarchitektur des 13. Jahrhunderts und gleichzeitig das einzig erhaltene von ehemals sechs Stadttoren. Es ist seit 1927 als Monument historique[3] eingeschrieben.

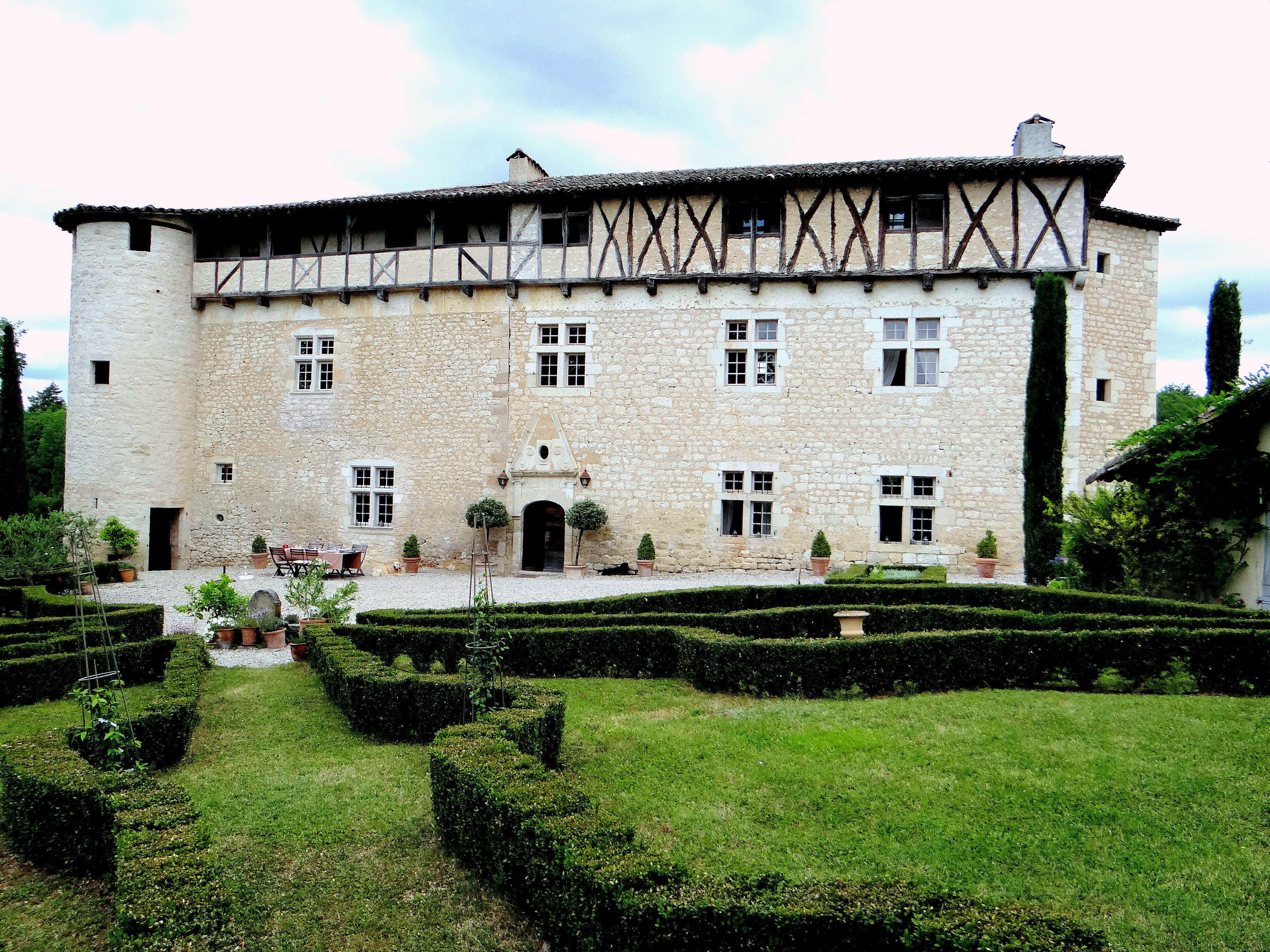
Château de Meyragues

- In der Umgebung des Ortes stehen noch einige – dem allmählichen Verfall preisgegebene – Taubenhäuser (pigeonniers). In früheren Zeiten war der Bau von Taubenhäusern dem Adel oder Großgrundbesitzern vorhalten; die Vögel dienten der Bereicherung des Speiseplans.
- Das etwa zweieinhalb Kilometer nordöstlich gelegene Château de Meyragues, ein imposanter Bau aus dem 16. Jahrhundert, wurde im 17. Jahrhundert erweitert und um ein Loggiengeschoss aus Fachwerk erhöht, das dem Ganzen ein etwas rustikales Aussehen verleiht. Zum Schloss gehört auch ein Taubenhaus. Das in Privatbesitz befindliche Ensemble ist seit 1961 als Monument historique[4] eingeschrieben.